# Halk Bankası Spor Kulübü (pallavolo femminile)
Lo Halk Bankası Spor Kulübü è una società pallavolistica femminile turca con sede ad Ankara: milita nel campionato turco di Sultanlar Ligi; all'interno della polisportiva è presente anche una sezione di pallavolo maschile.

## Storia
La squadra di pallavolo femminile dello Halk Bankası Spor Kulübü viene fondata nell'estate del 2013, quando la società decide di investire maggiormente nella pallavolo acquistando il club del Gazi Üniversitesi Spor Kulübü, già sponsorizzato nella stagione precedente nella quale aveva ottenuto la promozione in massima serie, rendendolo a tutti gli effetti sezione femminile del proprio club. La squadra debutta nella Voleybol 1. Ligi nella stagione 2013-14, retrocedendo tuttavia al termine dei play-out.